# Nikola Vlašić
Nikola Vlašić, född 4 oktober 1997 i Split i Kroatien, är en kroatisk fotbollsspelare som spelar för Torino, på lån från West Ham United. Han representerar även det kroatiska landslaget.

## Karriär
Den 31 augusti 2021 värvades Vlašić av West Ham United, där han skrev på ett femårskontrakt. Den 11 augusti 2022 lånades Vlašić ut till italienska Torino på ett säsongslån.

## Personligt
Nikola Vlašić är yngre bror till höjdhopparlegendaren Blanka Vlašić.